# Lasioglossum urguticum
Lasioglossum urguticum là một loài Hymenoptera trong họ Halictidae. Loài này được Ebmer mô tả khoa học năm 1972.